# Lucius Minicius Rufus
Lucius Minicius Rufus war ein im 1. Jahrhundert n. Chr. lebender römischer Politiker.
Rufus war um 82/83 Statthalter (Proconsul) in der Provinz Bithynia et Pontus. Durch eine Inschrift ist belegt, dass er danach Statthalter (Legatus Augusti pro praetore) der Provinz Gallia Lugdunensis war; er dürfte dieses Amt von 83/84 bis 86/87 bekleidet haben. Durch ein Militärdiplom, das auf den 9. Januar 88 datiert ist, ist belegt, dass Rufus 88 zusammen mit Kaiser Domitian ordentlicher Konsul war.